# Eve (artiste)
Pour les articles homonymes, voir Ève (homonymie) et Jeffers.
Eve Jeffers-Cooper, dite Eve, née le 10 novembre 1978 à Philadelphie en Pennsylvanie, est une rappeuse et actrice américaine. En 2002, elle est récompensée d'un Grammy Award dans la catégorie de « meilleure collaboration au rap/chant » pour la chanson Let Me Blow Ya Mind, aux côtés de la chanteuse américaine Gwen Stefani. Eve est classée 48e du classement des « 50 meilleures femmes dans le domaine vidéo » établi par VH1.
Actrice, Eve est connue pour avoir joué Terri Jones dans les films Barbershop et Barbershop 2, et Shelley Williams dans la sitcom américaine diffusée sur la chaîne UPN Eve. Elle s'intéresse également à la mode et sort une ligne de vêtements appelée Fetish.

## Biographie
Eve Jihan Jeffers-Cooper est née à Philadelphie, en Pennsylvanie, de Jerry Jeffers, un chimiste, et de Julia Wilch-Jeffers. Elle adopte le surnom de Gangsta au lycée à la période durant laquelle elle est membre d'un groupe local féminin appelé EDGP (prononcé Egypt).
Durant ses premières années à Philadelphie, elle poursuit son éducation au Martin Luther King High School. Eve s'intéresse initialement au chant. Elle chante dans quelques chorales et devient membre d'un groupe féminin (Dope Girl Posse ou D.G.P.). Ce groupe reprend des chansons de En Vogue et Color Me Badd. Après sa séparation du groupe, Eve se lance dans une carrière solo sous le nom de Eve of Destruction. Eve vivra à Los Angeles, en Californie, à New York, puis à Londres.

## Carrière

### Débuts et percée (1998–2001)
En 1998, elle travaille avec DMX et les Ruff Ryders. En 1999, elle collabore avec Prince sur Hot Wit' U et avec les Roots sur You Got Me avec Erykah Badu. La même année, elle publie son premier album studio, Let There Be Eve...Ruff Ryder's First Lady, qui fait d'elle la première rappeuse à avoir un album classé à la première place du Billboard 200.

### Eve-Olutionet singles (2002–2012)
Le troisième album de Eve, Eve-Olution, est publié le 27 août 2002 et atteint la sixième place du Billboard 200,. Dans le même temps, le premier single de l'album, Gangsta Lovin', avec Alicia Keys, devient un deuxième hit. Le deuxième et dernier single, Satisfaction, est un succès modéré. Eve-Olution est certifié disque d'or avec des ventes à 720 000 exemplaires, ce qui fait de cet album le moins rentable dans la carrière de Eve. En 2003, elle joue dans sa série télévisée, Eve, aux côtés de Sean Maguire, Natalie Desselle et Jason Winston George. Ayant fait un bref passage sur le label de Dr. Dre, Aftermath Entertainment, au début de sa carrière. Elle y revient en 2004 à la suite de son départ de chez Ruff Ryders Entertainment.
En 2005, elle participe à plusieurs morceaux de l'album de Dr Dre, Detox, dont celui avec The Notorious B.I.G. et Tupac Shakur, That's What It Is. Sur les conseils de Dr Dre, elle signe en 2007 sur Geffen Records, label comportant des artistes comme Snoop Dogg, Mary J. Blige ou encore The Game. En avril 2007, elle a un accident de voiture avec sa Maserati sur Hollywood Boulevard dû à l'alcool. Elle doit porter un bracelet détectant la présence d'alcool dans l'organisme pendant 45 jours et suivre un traitement chez les alcooliques anonymes. En 2008, elle joue dans le film Flashbacks of a Fool avec Daniel Craig. En 2007, Eve se lance dans l'enregistrement d'un nouvel album intitulé Here I Am. En mai 2007, XXL Magazine annonce six chansons achevées pour Here I Am. Cinq d'entre elles sont produites par Swizz Beatz, dont Tambourine et Give It To You (avec Sean Paul). Pharrell Williams produit la chanson All Night Long dans laquelle Eve préfère chanter plutôt que rapper.
En mars 2010, Eve est présentée sur le remix officiel de la chanson My Chick Bad de Ludacris, avec Diamond et Trina. Les trois rappeuses participent à une vidéo, dans laquelle Nicki Minaj apparaît également. En novembre 2010, Eve écrit et joue pour le chanteur australien Guy Sebastian et son single Who's That Girl, qui atteindra la première place du ARIA Singles Chart et sera certifié quadruple disque de platine. En décembre 2010, Eve participe à la chanson Speechless d'Alicia Keys qui atteint la 71e place des classements R&B américains. En mars 2011, Eve participe Everyday (Coolin') des Swizz Beatz. En avril 2011, Eve participe à la chanson Shame de Jill Scott. Le même mois, elle participe à la chanson du compositeur russe Timati, Money In Da Bank.

### Lip Lock(depuis 2013)

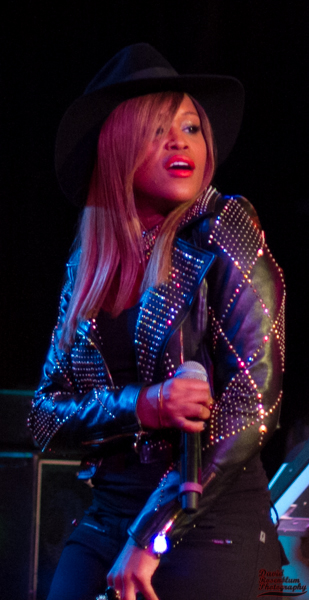
Eve, au Roxy en 2013.

Le 9 octobre 2012, Eve publie le single promotionnel She Bad Bad sur iTunes. En novembre 2012, Eve publie une série de remixes sur YouTube intitulée EVEstlin' Tuesdays, dans laquelle elle rappe en freestyle sur des singles comme Diamonds de Rihanna et Adorn du chanteur Miguel. Le 8 janvier 2013, elle publie la vidéo She Bad Bad.
En juin 2014, Eve annonce sa participation à un documentaire intitulé Sisterhood of Hip Hop diffusé sur la chaîne Oxygen.

## Vie privée
Elle a entretenu une liaison avec Teodoro Nguema Obiang Mangue, surnommé Teodorín, un homme politique équatoguinéen, vice-président de la République de Guinée équatoriale depuis 2016. Celui-ci s'est fait connaître pour son train de vie dispendieux et ostentatoire, hors de rapport avec ses revenus de ministre. Il est impliqué dans l'affaire des biens mal acquis.
Selon un rapport du Sénat américain de 2010, il nomma la chanteuse présidente, trésorière et directrice financière de sa société écran « Sweet Pink », transférant notamment 60 000 dollars sur le compte de la société via une de ses compagnies d’exploitation du bois de Guinée équatoriale dont il est propriétaire[réf. nécessaire]. Selon un article du New York Daily News repris par Slate Afrique, la jeune femme prend ses distances en apprenant que le père de Teodorín, Teodoro Obiang Nguema Mbasogo, est accusé de cannibalisme, étant soupçonné d'avoir mangé ses rivaux politiques.
Eve partage son temps entre Londres et New York. Le 13 juin 2014, elle épouse l'entrepreneur britannique Maximillion Cooper, créateur du Gumball 3000, avec qui elle était en couple depuis 2011. En octobre 2021, elle annonce attendre son premier enfant pour février 2022.

## Discographie
- 1999 : Ruff Ryders' First Lady
- 2001 : Scorpion
- 2002 : Eve-Olution
- 2013 : Lip Lock

## Filmographie

### Cinéma
- 2002 : Barbershop : Terri Jones
- 2002 : xXx de Rob Cohen : J.J.
- 2003 : Charlie's Angels : Les Anges se déchaînent ! de McG : futur ange
- 2004 : The Cookout (Barbecue Party) : Becky
- 2004 : Barbershop 2 : Terri Jones
- 2004 : The Woodsman de Nicole Kassell
- 2008 : Ego d'Antonio Macia : Denise
- 2008 : Flashbacks of a Fool de Baillie Walsh : Ophelia Franklin
- 2009 : Bliss de Drew Barrymore : Rosa Sparks
- 2010 : 4.3.2.1
- 2010 : Dark Moon
- 2013 : Bounty Killer de Henry Saine : Mocha Sujata
- 2015 : With This Ring de Nzingha Stewart : Amaya
- 2016 : Barbershop 3 de Malcolm D. Lee : Terri Jones

### Télévision
- 2003-2006 : Eve : Shelley
- 2003 : Spider-Man : Cheyenne Tate (voix)
- 2003 : New York 911 (Saison 4, épisode 11) : Yvette Powell
- 2004 : One on One (Saison 3, épisode 14)
- 2008 : Numb3rs (Saison 5, épisode 14) : La-La Buendia
- 2009 : Glee (saison 1, épisodes 11 et 13) : Grace Hitchens, directrice du centre pour jeunes délinquantes
- 2021 : Queens (Saison 1, 12 épisodes, actrice principale) Brianna « Professeur Sex » Robinson, elle est créditée Eve J Cooper au générique.

## Jeu vidéo
- 2003 : XIII (voix du Major Jones)

## Distinctions

### Récompenses
- Grammy Awards
  - 2002 : Meilleure collaboration rap/chant pour Let Me Blow Ya Mind avec Gwen Stefani
- MTV Video Music Awards
  - 2001 : Meilleure vidéo féminine pour Let Me Blow Ya Mind avec Gwen Stefani

### Nominations
- American Music Awards
  - 2003 : Meilleure artiste rap/hip-hop
- Black Reel Awards
  - 2005 : Meilleure actrice pour The Woodsman
- Grammy Awards
  - 2002 : Meilleur album rap pour Scorpion
  - 2003 : Meilleure performance féminine rap en solo pour Satisfaction
- NAACP Image Awards
  - 2003 : Meilleure actrice dans un second rôle pour Barbershop
  - 2004 : Meilleur duo musical ou groupe (avec Mary J. Blige)
  - 2005 : Meilleure actrice dans un premier rôle pour Eve
- Lady of Soul Awards
  - 2000 : Meilleure nouvelle artiste R&B/Soul ou rap
  - 2000 : Meilleure vidéo pour Love Is Blind
  - 2001 : Meilleure vidéo pour Who's That Girl
- MTV Movie Awards
  - 2003 : Meilleure performance féminine pour Barbershop
- MTV Video Music Awards
- 2000 : Meilleure vidéo pour Love Is Blind
- 2001: Viewer's Choice pour Let Me Blow Ya Mind avec Gwen Stefani
- 2001 : Meilleure vidéo hip-hop pour Let Me Blow Ya Mind avec Gwen Stefani
- 2007 : Meilleure chorégraphie pour Tambourine
- MOBO Awards
  - 2001 : Meilleur spectacle hip-hop
- Soul Train Music Awards
  - 2000 : Meilleur nouvel artiste R&B/Soul ou rap
  - 2000 : Meilleure vidéo pour Hot Boyz avec Missy Elliott, Nas et Lil' Mo